# Play-Offs de la Copa Billie Jean King 2023
Los Play-Offs de la Copa Billie Jean King 2023 se celebra del 11 al 12 de noviembre de 2023. Las ocho selecciones ganadoras de esta ronda se clasificarán para la Fase clasificatoria de la Copa Billie Jean King 2024, mientras que los ocho perdedores competirán en su respectivo evento regional del Grupo I en 2024.

## Equipos
Dieciséis equipos jugaron por ocho lugares en la Fase clasificatoria de 2024, en series decididas de local y visitante.
Estos dieciséis equipos fueron:
- 9 equipos perdedores de la fase clasificatoria.
- 7 equipos ganadores de su zona del Grupo I.

Las ocho ganadoras avanzaran a la Fase clasificatoria de 2024 y las ocho perdedoras disputarán su respectivo evento regional del Grupo I en 2024.
| Cabezas de serie 1. Eslovaquia 2. Bélgica 3. Gran Bretaña 4. Brasil 5. Ucrania 6. Rumanía 7. Japón 8. México | Equipos restantes - Argentina - Austria - Serbia - Países Bajos - Hungría - Suecia - Colombia - Corea del Sur |

| Local            | Resultado | Visitante     | Ubicación          | Lugar                 | Superficie  | Ref. |
| ---------------- | --------- | ------------- | ------------------ | --------------------- | ----------- | ---- |
| Eslovaquia [1]   | 3–1       | Argentina     | Bratislava         | NTC Arena             | Dura (i)    |      |
| Bélgica [2]      | 3–1       | Hungría       | Charleroi          | Dôme de Charleroi     | Dura (i)    |      |
| Gran Bretaña [3] | 3–1       | Suecia        | Londres            | Copper Box Arena      | Dura (i)    |      |
| Brasil [4]       | 4–0       | Corea del Sur | Brasília           | Arena BRB             | Arcilla     |      |
| Ucrania [5]      | 3–1       | Países Bajos  | Vilnius (Lituania) | SEB Arena             | Dura (i)    |      |
| Serbia           | 0–4       | Rumanía [6]   | Kraljevo           | Kraljevo Sports Hall  | Arcilla (i) |      |
| Japón [7]        | 3–2       | Colombia      | Tokio              | Ariake Coliseum       | Dura (i)    |      |
| Austria          | 2–3       | México [8]    | Schwechat          | Multiversum Schwechat | Arcilla (i) |      |

## Partidos

### Eslovaquia vs. Argentina
| | Bandera de Eslovaquia                      | Eslovaquia | 3 | 1 | Argentina | Bandera de Argentina |
| --- | ------------------------------------------ | ---------- | - | - | --------- | -------------------- |
| NTC Arena, Bratislava, Eslovaquia 10 y 11 de noviembre de 2023 Dura (bajo techo) |                                            |            |   |   |           |                      |
| \| 1 \| Anna Schmiedlová \| 5 \| 5 \| \| \| 1 \| Julia Riera \| 7 \| 7 \| \| \| 2 \| Viktória Hrunčáková \| 3 \| 6 \| 6 \| \| 2 \| Nadia Podoroska \| 6 \| 3 \| 3 \| \| 3 \| Renáta Jamrichová \| 6 \| 6 \| \| \| 3 \| Nadia Podoroska \| 1 \| 4 \| \| \| 4 \| Viktória Hrunčáková \| 3 \| 6 \| 6 \| \| 4 \| Julia Riera \| 6 \| 4 \| 4 \| \| 5 \| Viktória Hrunčáková / Tereza Mihalíková \| No \| \| \| \| 5 \| Martina Capurro Taborda / Guillermina Naya \| jugado \| \| \| |                                            |            |   |   |           |                      |
| 1 | Anna Schmiedlová                           | 5          | 5 |   |           |                      |
| 1 | Julia Riera                                | 7          | 7 |   |           |                      |
| 2 | Viktória Hrunčáková                        | 3          | 6 | 6 |           |                      |
| 2 | Nadia Podoroska                            | 6          | 3 | 3 |           |                      |
| 3 | Renáta Jamrichová                          | 6          | 6 |   |           |                      |
| 3 | Nadia Podoroska                            | 1          | 4 |   |           |                      |
| 4 | Viktória Hrunčáková                        | 3          | 6 | 6 |           |                      |
| 4 | Julia Riera                                | 6          | 4 | 4 |           |                      |
| 5 | Viktória Hrunčáková / Tereza Mihalíková    | No         |   |   |           |                      |
| 5 | Martina Capurro Taborda / Guillermina Naya | jugado     |   |   |           |                      |

### Bélgica vs. Hungría
| | Bandera de Bélgica                  | Bélgica | 3  | 1 | Hungría | Bandera de Hungría |
| --- | ----------------------------------- | ------- | -- | - | ------- | ------------------ |
| Dôme de Charleroi, Charleroi, Bélgica 11 y 12 de noviembre de 2023 Dura (bajo techo) |                                     |         |    |   |         |                    |
| \| 1 \| Greet Minnen \| 3 \| 3 \| \| \| 1 \| Dalma Gálfi \| 6 \| 6 \| \| \| 2 \| Yanina Wickmayer \| 7 \| 6 \| \| \| 2 \| Anna Bondár \| 5 \| 2 \| \| \| 3 \| Greet Minnen \| 3 \| 6 \| 6 \| \| 3 \| Anna Bondár \| 6 \| 3 \| 4 \| \| 4 \| Yanina Wickmayer \| 6 \| 64 \| 6 \| \| 4 \| Dalma Gálfi \| 2 \| 7 \| 1 \| \| 5 \| Marie Benoît / Kimberley Zimmermann \| No \| \| \| \| 5 \| Tímea Babos / Fanny Stollár \| jugado \| \| \| |                                     |         |    |   |         |                    |
| 1 | Greet Minnen                        | 3       | 3  |   |         |                    |
| 1 | Dalma Gálfi                         | 6       | 6  |   |         |                    |
| 2 | Yanina Wickmayer                    | 7       | 6  |   |         |                    |
| 2 | Anna Bondár                         | 5       | 2  |   |         |                    |
| 3 | Greet Minnen                        | 3       | 6  | 6 |         |                    |
| 3 | Anna Bondár                         | 6       | 3  | 4 |         |                    |
| 4 | Yanina Wickmayer                    | 6       | 64 | 6 |         |                    |
| 4 | Dalma Gálfi                         | 2       | 7  | 1 |         |                    |
| 5 | Marie Benoît / Kimberley Zimmermann | No      |    |   |         |                    |
| 5 | Tímea Babos / Fanny Stollár         | jugado  |    |   |         |                    |

### Gran Bretaña vs. Suecia
| | Bandera del Reino Unido             | Gran Bretaña | 3  | 1 | Suecia | Bandera de Suecia |
| --- | ----------------------------------- | ------------ | -- | - | ------ | ----------------- |
| Copper Box Arena, Londres, Gran Bretaña 11 y 12 de noviembre de 2023 Dura (bajo techo) |                                     |              |    |   |        |                   |
| \| 1 \| Jodie Burrage \| 4 \| 1 \| \| \| 1 \| Kajsa Rinaldo Persson \| 6 \| 6 \| \| \| 2 \| Katie Boulter \| 6 \| 6 \| \| \| 2 \| Caijsa Hennemann \| 2 \| 1 \| \| \| 3 \| Katie Boulter \| 6 \| 7 \| \| \| 3 \| Kajsa Rinaldo Persson \| 1 \| 65 \| \| \| 4 \| Jodie Burrage \| 7 \| 6 \| \| \| 4 \| Caijsa Hennemann \| 5 \| 2 \| \| \| 5 \| Harriet Dart / Heather Watson \| No \| \| \| \| 5 \| Bella Bergkvist Larsson / Lisa Zaar \| jugado \| \| \| |                                     |              |    |   |        |                   |
| 1 | Jodie Burrage                       | 4            | 1  |   |        |                   |
| 1 | Kajsa Rinaldo Persson               | 6            | 6  |   |        |                   |
| 2 | Katie Boulter                       | 6            | 6  |   |        |                   |
| 2 | Caijsa Hennemann                    | 2            | 1  |   |        |                   |
| 3 | Katie Boulter                       | 6            | 7  |   |        |                   |
| 3 | Kajsa Rinaldo Persson               | 1            | 65 |   |        |                   |
| 4 | Jodie Burrage                       | 7            | 6  |   |        |                   |
| 4 | Caijsa Hennemann                    | 5            | 2  |   |        |                   |
| 5 | Harriet Dart / Heather Watson       | No           |    |   |        |                   |
| 5 | Bella Bergkvist Larsson / Lisa Zaar | jugado       |    |   |        |                   |

### Brasil vs. Corea del Sur
| | Bandera de Brasil                      | Brasil | 4 | 0 | Corea del Sur | Bandera de Corea del Sur |
| --- | -------------------------------------- | ------ | - | - | ------------- | ------------------------ |
| Arena BRB, Brasília, Brasil 10 y 11 de noviembre de 2023 Arcilla (al aire libre) |                                        |        |   |   |               |                          |
| \| 1 \| Laura Pigossi \| 6 \| 6 \| \| \| 1 \| So-hyun Park \| 1 \| 1 \| \| \| 2 \| Beatriz Haddad Maia \| 6 \| 6 \| \| \| 2 \| Yeon-woo Ku \| 0 \| 4 \| \| \| 3 \| Beatriz Haddad Maia \| 6 \| 6 \| \| \| 3 \| So-hyun Park \| 2 \| 1 \| \| \| 4 \| Laura Pigossi \| No \| \| \| \| 4 \| Yeon-woo Ku \| jugado \| \| \| \| 5 \| Ingrid Gamarra Martins / Luisa Stefani \| 6 \| 6 \| \| \| 5 \| Da-yeon Back / Bo-young Jeong \| 1 \| 2 \| \| |                                        |        |   |   |               |                          |
| 1 | Laura Pigossi                          | 6      | 6 |   |               |                          |
| 1 | So-hyun Park                           | 1      | 1 |   |               |                          |
| 2 | Beatriz Haddad Maia                    | 6      | 6 |   |               |                          |
| 2 | Yeon-woo Ku                            | 0      | 4 |   |               |                          |
| 3 | Beatriz Haddad Maia                    | 6      | 6 |   |               |                          |
| 3 | So-hyun Park                           | 2      | 1 |   |               |                          |
| 4 | Laura Pigossi                          | No     |   |   |               |                          |
| 4 | Yeon-woo Ku                            | jugado |   |   |               |                          |
| 5 | Ingrid Gamarra Martins / Luisa Stefani | 6      | 6 |   |               |                          |
| 5 | Da-yeon Back / Bo-young Jeong          | 1      | 2 |   |               |                          |

### Ucrania vs. Países Bajos
| | Bandera de Ucrania                  | Ucrania | 3 | 1 | Países Bajos | Bandera de los Países Bajos |
| --- | ----------------------------------- | ------- | - | - | ------------ | --------------------------- |
| SEB Arena, Vilnius, (Lituania) 11 y 12 de noviembre de 2023 Dura (bajo techo) |                                     |         |   |   |              |                             |
| \| 1 \| Anhelina Kalinina \| 6 \| 6 \| \| \| 1 \| Suzan Lamens \| 2 \| 3 \| \| \| 2 \| Dayana Yastremska \| 3 \| 2 \| \| \| 2 \| Arantxa Rus \| 6 \| 6 \| \| \| 3 \| Anhelina Kalinina \| 6 \| 6 \| \| \| 3 \| Arantxa Rus \| 4 \| 4 \| \| \| 4 \| Dayana Yastremska \| 4 \| 6 \| 7 \| \| 4 \| Suzan Lamens \| 6 \| 1 \| 5 \| \| 5 \| Lyudmyla Kichenok / Nadiia Kichenok \| No \| \| \| \| 5 \| Arianne Hartono / Demi Schuurs \| jugado \| \| \| |                                     |         |   |   |              |                             |
| 1 | Anhelina Kalinina                   | 6       | 6 |   |              |                             |
| 1 | Suzan Lamens                        | 2       | 3 |   |              |                             |
| 2 | Dayana Yastremska                   | 3       | 2 |   |              |                             |
| 2 | Arantxa Rus                         | 6       | 6 |   |              |                             |
| 3 | Anhelina Kalinina                   | 6       | 6 |   |              |                             |
| 3 | Arantxa Rus                         | 4       | 4 |   |              |                             |
| 4 | Dayana Yastremska                   | 4       | 6 | 7 |              |                             |
| 4 | Suzan Lamens                        | 6       | 1 | 5 |              |                             |
| 5 | Lyudmyla Kichenok / Nadiia Kichenok | No      |   |   |              |                             |
| 5 | Arianne Hartono / Demi Schuurs      | jugado  |   |   |              |                             |

### Serbia vs. Rumanía
| | Bandera de Serbia                     | Serbia | 0  | 4 | Rumanía | Bandera de Rumania |
| --- | ------------------------------------- | ------ | -- | - | ------- | ------------------ |
| Kraljevo Sports Hall, Kraljevo, Serbia 10 y 11 de noviembre de 2023 Arcilla (bajo techo) |                                       |        |    |   |         |                    |
| \| 1 \| Mia Ristić \| 62 \| 3 \| \| \| 1 \| Elena-Gabriela Ruse \| 7 \| 6 \| \| \| 2 \| Aleksandra Krunić \| 5 \| 4 \| \| \| 2 \| Jaqueline Cristian \| 7 \| 6 \| \| \| 3 \| Lola Radivojević \| 5 \| 6 \| 5 \| \| 3 \| Jaqueline Cristian \| 7 \| 4 \| 7 \| \| 4 \| Aleksandra Krunić \| No \| \| \| \| 4 \| Elena-Gabriela Ruse \| jugado \| \| \| \| 5 \| Katarina Kozarov / Aleksandra Krunić \| 1 \| 63 \| \| \| 5 \| Monica Niculescu / Anca Alexia Todoni \| 6 \| 7 \| \| |                                       |        |    |   |         |                    |
| 1 | Mia Ristić                            | 62     | 3  |   |         |                    |
| 1 | Elena-Gabriela Ruse                   | 7      | 6  |   |         |                    |
| 2 | Aleksandra Krunić                     | 5      | 4  |   |         |                    |
| 2 | Jaqueline Cristian                    | 7      | 6  |   |         |                    |
| 3 | Lola Radivojević                      | 5      | 6  | 5 |         |                    |
| 3 | Jaqueline Cristian                    | 7      | 4  | 7 |         |                    |
| 4 | Aleksandra Krunić                     | No     |    |   |         |                    |
| 4 | Elena-Gabriela Ruse                   | jugado |    |   |         |                    |
| 5 | Katarina Kozarov / Aleksandra Krunić  | 1      | 63 |   |         |                    |
| 5 | Monica Niculescu / Anca Alexia Todoni | 6      | 7  |   |         |                    |

### Japón vs. Colombia
| | Bandera de Japón                 | Japón | 3 | 2 | Colombia | Bandera de Colombia |
| --- | -------------------------------- | ----- | - | - | -------- | ------------------- |
| Ariake Coliseum, Tokio, Japón 10 y 11 de noviembre de 2023 Dura (bajo techo) |                                  |       |   |   |          |                     |
| \| 1 \| Mai Hontama \| 4 \| 4 \| \| \| 1 \| Camila Osorio \| 6 \| 6 \| \| \| 2 \| Nao Hibino \| 6 \| 6 \| \| \| 2 \| Yuliana Lizarazo \| 2 \| 4 \| \| \| 3 \| Nao Hibino \| 2 \| 0 \| \| \| 3 \| Camila Osorio \| 6 \| 6 \| \| \| 4 \| Mai Hontama \| 6 \| 6 \| \| \| 4 \| Yuliana Lizarazo \| 2 \| 2 \| \| \| 5 \| Shuko Aoyama / Ena Shibahara \| 7 \| 6 \| \| \| 5 \| Yuliana Lizarazo / Camila Osorio \| 65 \| 2 \| \| |                                  |       |   |   |          |                     |
| 1 | Mai Hontama                      | 4     | 4 |   |          |                     |
| 1 | Camila Osorio                    | 6     | 6 |   |          |                     |
| 2 | Nao Hibino                       | 6     | 6 |   |          |                     |
| 2 | Yuliana Lizarazo                 | 2     | 4 |   |          |                     |
| 3 | Nao Hibino                       | 2     | 0 |   |          |                     |
| 3 | Camila Osorio                    | 6     | 6 |   |          |                     |
| 4 | Mai Hontama                      | 6     | 6 |   |          |                     |
| 4 | Yuliana Lizarazo                 | 2     | 2 |   |          |                     |
| 5 | Shuko Aoyama / Ena Shibahara     | 7     | 6 |   |          |                     |
| 5 | Yuliana Lizarazo / Camila Osorio | 65    | 2 |   |          |                     |

### Austria vs. México
| | Bandera de Austria                  | Austria | 2 | 3 | México | Bandera de México |
| --- | ----------------------------------- | ------- | - | - | ------ | ----------------- |
| Multiversum Schwechat, Schwechat, Austria 11 y 12 de noviembre de 2023 Arcilla (bajo techo) |                                     |         |   |   |        |                   |
| \| 1 \| Tamira Paszek \| 2 \| 5 \| \| \| 1 \| Fernanda Contreras \| 6 \| 7 \| \| \| 2 \| Sinja Kraus \| 7 \| 6 \| \| \| 2 \| Giuliana Olmos \| 5 \| 2 \| \| \| 3 \| Sinja Kraus \| 6 \| 2 \| 4 \| \| 3 \| Fernanda Contreras \| 0 \| 6 \| 6 \| \| 4 \| Tamira Paszek \| 7 \| 5 \| 6 \| \| 4 \| Giuliana Olmos \| 5 \| 7 \| 3 \| \| 5 \| Melanie Klaffner / Sinja Kraus \| 3 \| 6 \| 6 \| \| 5 \| Fernanda Contreras / Giuliana Olmos \| 6 \| 3 \| 8 \| |                                     |         |   |   |        |                   |
| 1 | Tamira Paszek                       | 2       | 5 |   |        |                   |
| 1 | Fernanda Contreras                  | 6       | 7 |   |        |                   |
| 2 | Sinja Kraus                         | 7       | 6 |   |        |                   |
| 2 | Giuliana Olmos                      | 5       | 2 |   |        |                   |
| 3 | Sinja Kraus                         | 6       | 2 | 4 |        |                   |
| 3 | Fernanda Contreras                  | 0       | 6 | 6 |        |                   |
| 4 | Tamira Paszek                       | 7       | 5 | 6 |        |                   |
| 4 | Giuliana Olmos                      | 5       | 7 | 3 |        |                   |
| 5 | Melanie Klaffner / Sinja Kraus      | 3       | 6 | 6 |        |                   |
| 5 | Fernanda Contreras / Giuliana Olmos | 6       | 3 | 8 |        |                   |